# Церковь Святого Франциска (Ору-Прету)

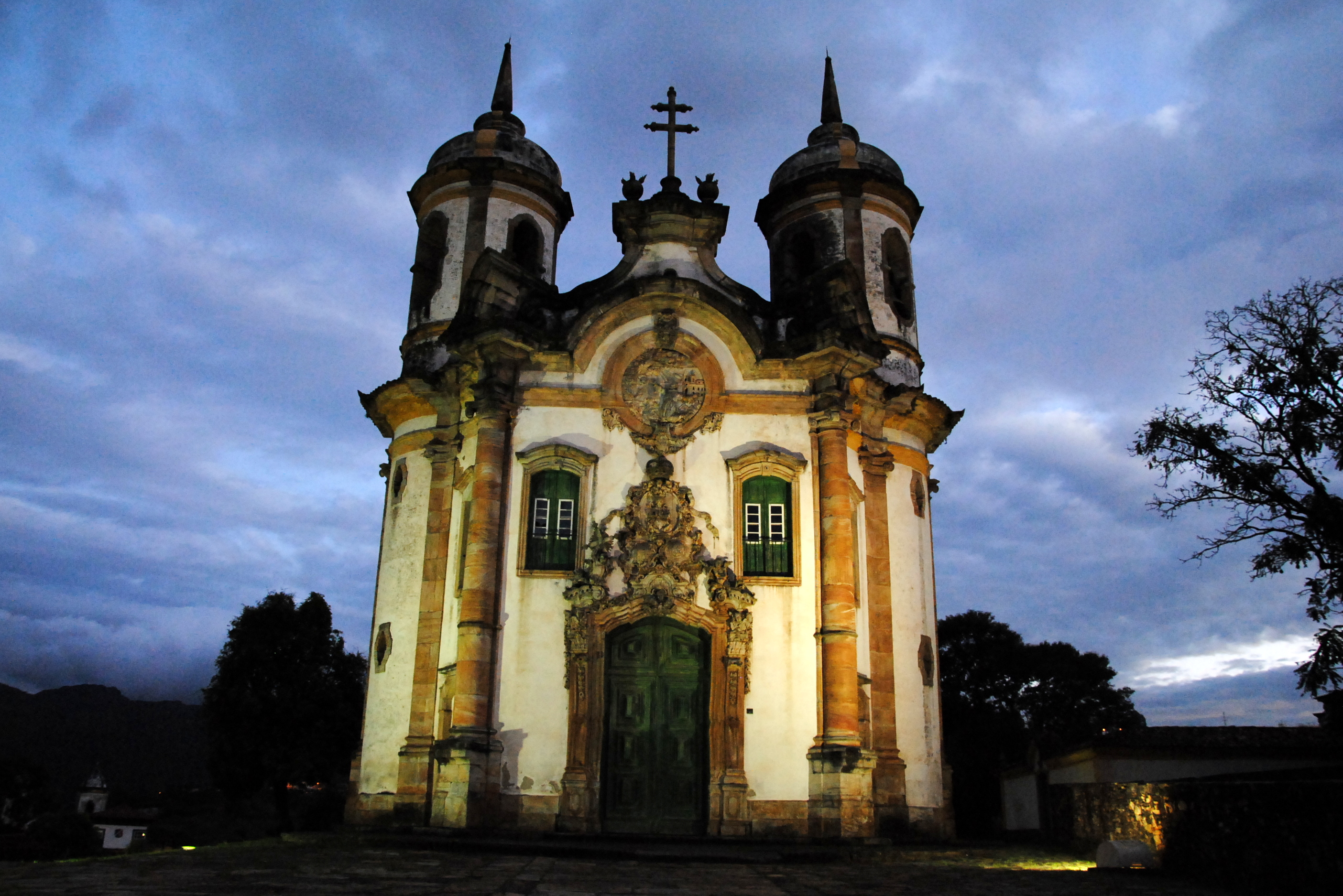

Церковь Святого Франциска (порт. Igreja São Francisco de Assis) — католический храм в городе Ору-Прету (штат Минас-Жерайс). Национальный памятник (ID 111).
Церковь находится в историческом районе города и посвящена Святому Франциску Ассизскому. Начало строительства по проекту Алейжадинью датировано 1765 годом.

## Галерея

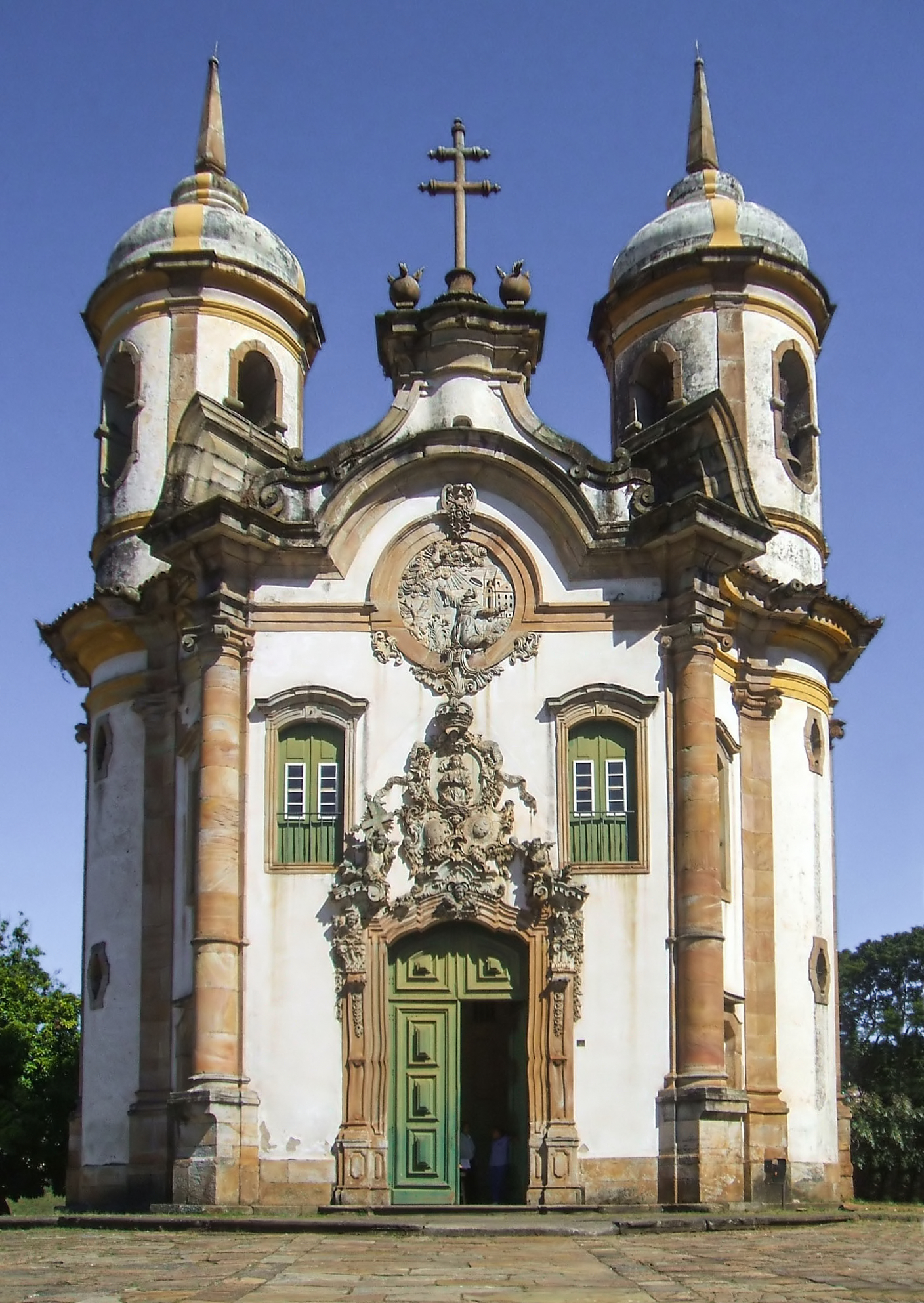
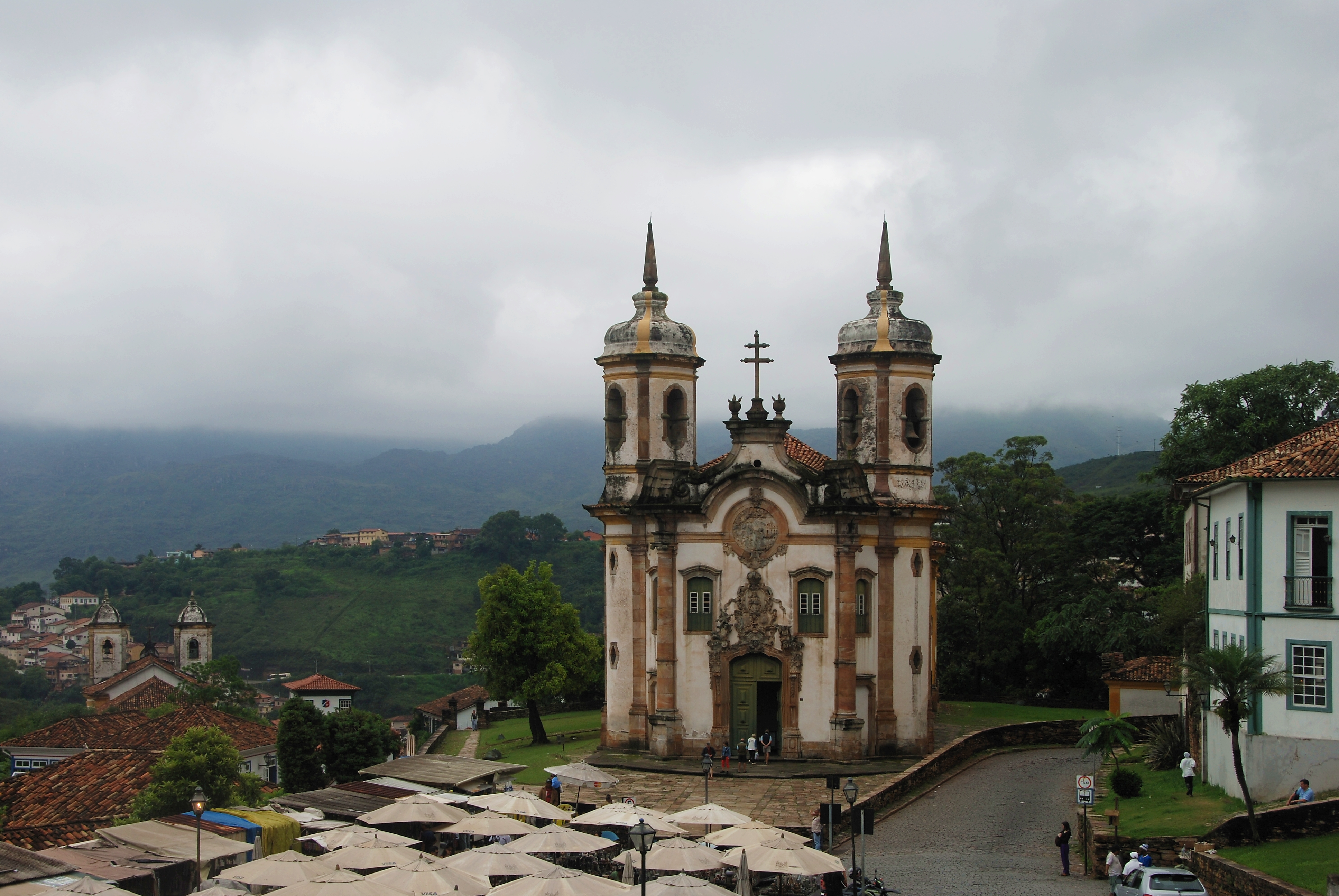
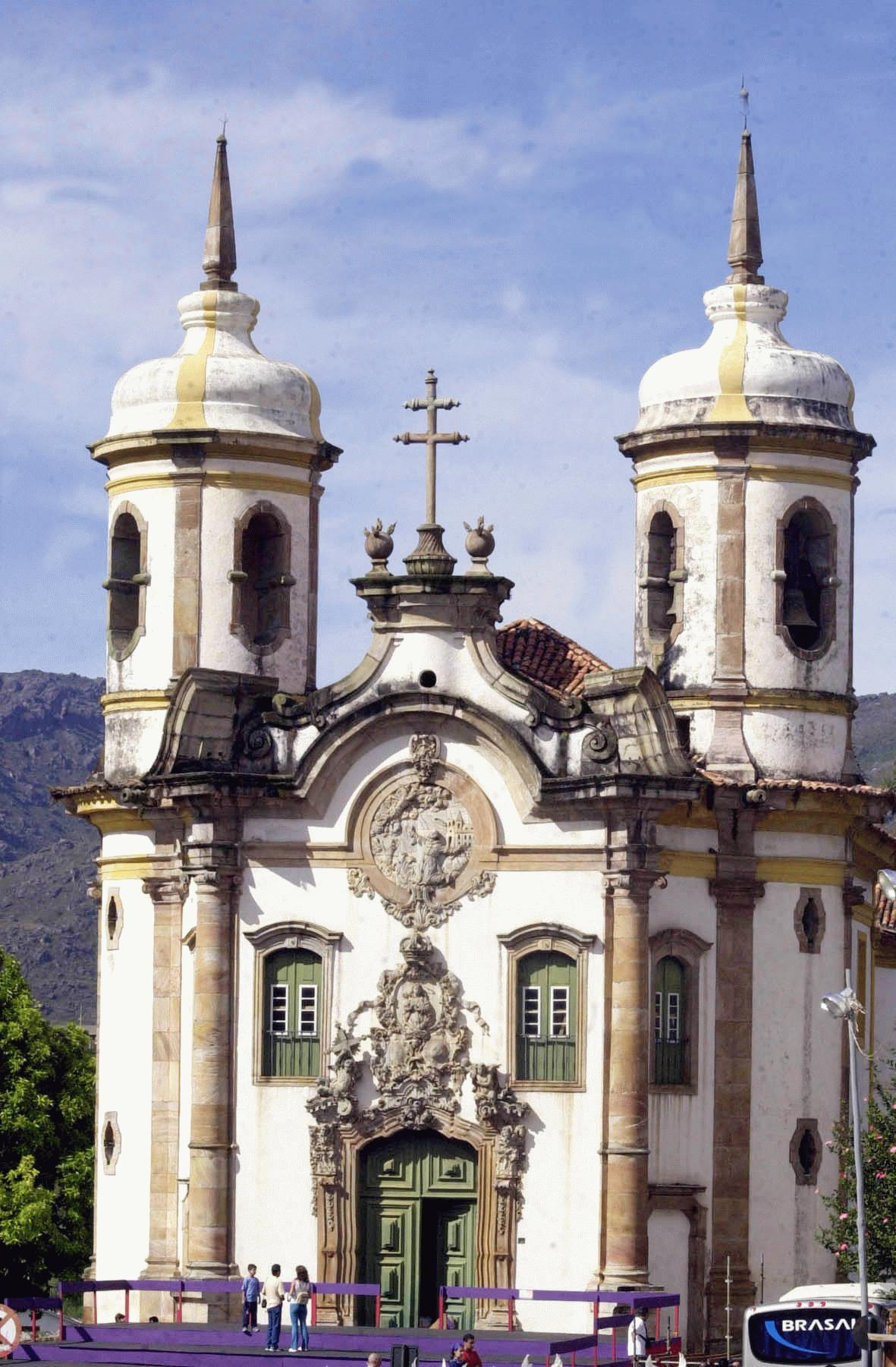
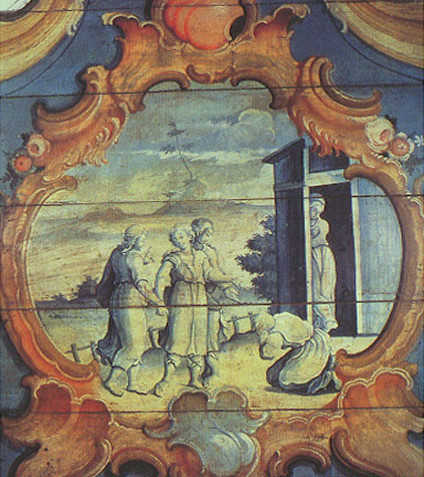